# Teorema di Sylvester-Gallai
Il teorema di Sylvester–Gallai (in origine una congettura nota come problema di Sylvester) afferma che, dato un insieme finito di almeno 3 punti del piano, non è possibile disporli in una configurazione tale che ogni retta che passi per due punti ne contenga anche un terzo, fatto salvo il caso in cui siano tutti allineati. 
In altri termini, è vera la seguente alternativa:
1. o tutti i punti sono allineati;
2. oppure esiste almeno una retta che contiene solo due punti dell'insieme.

Questo enunciato, molto intuitivo e di semplice formulazione, fu proposto come problema aperto da James Joseph Sylvester nel 1893 e risolto solo nel 1944 da Tibor Gallai. Una versione più quantitativa dell'enunciato è il teorema di Beck. 
L'enunciato non è vero per un insieme di infiniti punti del piano: un controesempio piuttosto evidente è fornito dall'insieme {\displaystyle {\mathbb {Z} }\times {\mathbb {Z} }}.

## Dimostrazione
Supponiamo di avere un insieme S contenente un numero finito di almeno 3 punti non tutti allineati. Definiamo retta di connessione per S una retta del piano che contiene almeno due punti della collezione; si tratta di individuare una retta di connessione che contiene esattamente due punti. 
Sia l una retta di connessione; poiché i punti di S non sono allineati, in S si trova almeno un punto P che non appartiene a l.  Se l contiene esattamente due punti, allora la tesi è verificata. Altrimenti, sappiamo che l contiene almeno tre punti, che chiamiamo ad esempio A, B e C . Possiamo presupporre senza perdita di generalità che B si trova fra A e C . Poiché gli angoli {\displaystyle \angle ABP} e {\displaystyle \angle CBP} sommati valgono 180 gradi, non possono essere entrambi ottusi; possiamo supporre {\displaystyle \angle ABP} non ottuso (cioè acuto). 
Sia ora m retta di connessione di C e P  allora m non contiene B.  Inoltre, la distanza fra B e m è minore della distanza fra P e l. 
Ricapitolando, abbiamo preso una retta di connessione l ed un punto P in S - l e abbiamo trovato che aut l contiene esattamente due punti aut esistono un'altra retta di connessione m ed un punto B in S - m tali che la distanza fra B e m è minore della distanza fra P ed l.  Nel secondo caso, ripetiamo il procedimento sostituendo P ed l con B ed m.  Non possiamo continuare indefinitamente il procedimento perché il numero di distanze positive possibili fra i punti e le rette di connessione è finito, dato che S è finito. Si ottiene così una retta di connessione contenente esattamente due punti.

## Generalizzazioni
Mentre il teorema di Sylvester-Gallai garantisce l'esistenza di almeno una retta contenente esattamente 2 punti, non è ancora stata trovata alcuna disposizione di punti con esattamente una retta contenente solo due punti. Ciò portò Gabriel Andrew Dirac a congetturare che, per qualsiasi insieme di {\displaystyle n} punti, non tutti allineati, esistono almeno {\displaystyle n/2} rette contenenti esattamente due punti. Attualmente, sono noti due controesempi alla congettura di Dirac: il piano di Fano (7 punti) e la configurazione di McKee (13 punti). Kelly e Moser dimostrarono nel 1958 che esistono almeno 3n/7 rette che contengono esattamente due punti, e nel 1993 Csima e Sawyer hanno dimostrato che, per n > 7, ne esistono almeno 6n/13.